# Governo Glavčev II
Il Governo Glavčev II è stato il 104º governo della Bulgaria, in carica per 4 mesi 19 giorni dal 27 agosto 2024 al 16 gennaio 2025 (sebbene dimissionario dall’11 novembre 2024).
Esso è stato nominato in seguito all’ennesima impossibilità di porre fine alla crisi di governo innescatasi al momento della caduta dell’ultimo governo ordinario (il Governo Denkov), come governo di transizione avente il compito di traghettare il paese alle successive elezioni parlamentari dell'ottobre dello stesso anno.

## Storia

### Formazione
In seguito all’ormai ennesimo prospettato (e pronosticato) fallimento dei negoziati tra le forze politiche emerse dalle elezioni parlamentari in Bulgaria del giugno 2024, determinatosi sin da subito con la bocciatura di un potenziale governo di minoranza a guida del Presidente del Parlamento uscente Rosen Zhelyazkov (GERB) e dalla continua infruttuosità dei vari mandati di formazione di governo assegnati dal Presidente Rumen Radev ai partiti, al fine di assicurare la stabilità politica del paese secondo la Costituzione (Art. 99), il capo dello stato ha per l’ennesima volta dovuto nominare, sciolto il Parlamento in data 9 agosto in previsione di nuove elezioni per il 20 ottobre, un capo del governo ad interim, definito inizialmente nella Vicepresidente della Corte dei conti del paese, Goritsa Grancharova.
Quest’ultima, dunque, ottenuto il mandato di formazione e composto l’esecutivo, si è nuovamente recata, dieci giorni dopo, dal Presidente Radev per l’approvazione, ricevendo tuttavia una bocciatura da quest’ultimo a causa di forti perplessità sul candidato per il Ministero dell’Interno Kalin Stojanov, con la contestuale richiesta di scegliere un altro individuo. Questo appello, tuttavia, non è stato accolto da Grancharova, cosa che ha così portato alla sua decadenza come Primo ministro designato e ad un posticipo sine die delle elezioni parlamentari previste per l’ottobre dello stesso anno, contestualmente all’avvio di un’enorme crisi costituzionale, dato che, secondo la legge fondamentale del paese, non è chiaro quanto il Presidente possa intercedere sulle decisioni governative ed eventualmente bloccare la nomina dei ministri.
Alla fine, la situazione si è sbloccata molto a fatica solo il 22 agosto, quando il Presidente, al fine di risolvere l’impasse, ha deciso di conferire al Primo ministro uscente, Dimităr Glavčev, un nuovo mandato di formazione di un governo della durata di 5 giorni, pur mantenedo il proprio veto su Stojanov. Glavčev ha dunque risposto positivamente all’appello, presentando la propria squadra in data 27 agosto e giurando contestualmente il medesimo giorno, dopo l’approvazione formale del capo dello stato, il quale ha poi, nel medesimo decreto, sbloccato anche il processo elettorale pendente, stabilendolo al successivo 27 ottobre.

### Dimissioni
In seguito alle elezioni parlamentari dell'ottobre del 2024, il governo è stato automaticamente dimissionato, secondo la Costituzione, al fine di favorire l’inizio dei negoziati per la formazione di un nuovo esecutivo.

## Compagine di governo

### Appartenenza politica
L'appartenenza politica dei membri del Governo alla sua formazione è la seguente:
| Partito | Partito           | Presidente | Ministri | Totale |
| ------- | ----------------- | ---------- | -------- | ------ |
|         | Indipendenti-GERB | 1          | 4        | 5      |
|         | BSP               | 0          | 4        | 4      |
|         | Indipendenti-PP   | 0          | 1        | 1      |
|         | Indipendenti      | 0          | 9        | 9      |
| Totale  | Totale            | 1          | 19       | 20     |

### Provenienza geografica
La provenienza geografica dei membri del Governo alla sua formazione si può così riassumere:
| Distretto      | Presidente | Ministri | Totale |
| -------------- | ---------- | -------- | ------ |
| Sofia Città    | 1          | 5        | 6      |
| Plovdiv        | -          | 3        | 3      |
| Blagoevgrad    | -          | 1        | 1      |
| Gabrovo        | -          | 1        | 1      |
| Jambol         | -          | 1        | 1      |
| Loveč          | -          | 1        | 1      |
| Pazardžik      | -          | 1        | 1      |
| Pleven         | -          | 1        | 1      |
| Sliven         | -          | 1        | 1      |
| Sofia          | -          | 1        | 1      |
| Šumen          | -          | 1        | 1      |
| Veliko Tărnovo | -          | 1        | 1      |

### Sostegno parlamentare
| Camera              | Posizione sul governo | Partiti                                                        | Seggi     |
| ------------------- | --------------------- | -------------------------------------------------------------- | --------- |
| Assemblea Nazionale | Concordi              | GERB-SDS (68), PP-DB (22), BSPzB (18)                          | 108 / 240 |
| Assemblea Nazionale | Cooperanti o Neutrali | Cooperanti: DPS/HÖH (23) Neutrali: Indipendenti (25), ITN (17) | 65 / 240  |
| Assemblea Nazionale | Discordi              | V (38), PP-DB (17), Indipendenti (13)                          | 68 / 240  |

NOTA: Il Governo è potuto entrare in carica anche senza un esplicito avallo parlamentare poiché, secondo la Costituzione bulgara, in tempi di crisi il Presidente della Repubblica è autorizzato a nominare un governo temporaneo.

## Composizione
Il Governo è composto da 19 ministri (escluso il Primo ministro).
     Indipendenti di area Cittadini per lo Sviluppo Europeo della Bulgaria (GERB)
     Partito Socialista Bulgaro (BSPzP) e affiliati
     Indipendenti di area Continuiamo il Cambiamento (PP)
     Indipendenti
| Carica                                                    | Titolare | Titolare | Titolare              | Partito politico | Partito politico |
| --------------------------------------------------------- | -------- | -------- | --------------------- | ---------------- | ---------------- |
| Primo ministro                                            |          |          | Dimităr Glavčev       | Indipendente     |                  |
| Vice Primo ministro Ministro delle Finanze                |          |          | Ljudmila Petkova      | Indipendente     |                  |
| Ministro degli Affari esteri                              |          |          | Ivan Kondov           | Indipendente     |                  |
| Ministro degli Affari interni                             |          |          | Atanas Ilkov          | Indipendente     |                  |
| Ministro della Difesa                                     |          |          | Atanas Zaprjanov      | Indipendente     |                  |
| Ministro dell’Economia e dell’Industria                   |          |          | Petko Nikolov         | Indipendente     |                  |
| Ministro dello Sviluppo regionale e delle Opere pubbliche |          |          | Violeta Koritarova    | Indipendente     |                  |
| Ministro della Giustizia                                  |          |          | Marija Pavlova        | Indipendente     |                  |
| Ministro dei Trasporti e delle Comunicazioni              |          |          | Krasimira Stoyanova   | Indipendente     |                  |
| Ministro del Lavoro e delle Politiche sociali             |          |          | Ivajlo Ivanov         | Indipendente     |                  |
| Ministro della Salute                                     |          |          | Galja Kondeva-Munkova | Indipendente     |                  |
| Ministro dell'Istruzione e della Scienza                  |          |          | Galin Cokov           | Indipendente     |                  |
| Ministro della Cultura                                    |          |          | Najden Todorov        | Indipendente     |                  |
| Ministro dell'Agricoltura, Alimentazione e Foreste        |          |          | Georgi Tahov          | Indipendente     |                  |
| Ministro della Crescita e dell'Innovazione                |          |          | Rosen Karadimov       | BSPzP            |                  |
| Ministro degli Affari digitali                            |          |          | Valentin Myndrov      | Indipendente     |                  |
| Ministro dell'Energia                                     |          |          | Vladimir Malinov      | Indipendente     |                  |
| Ministro del Turismo                                      |          |          | Evtim Miloshev        | Indipendente     |                  |
| Ministro dell'Ambiente e delle Acque                      |          |          | Petăr Dimitrov        | Indipendente     |                  |
| Ministro della Gioventù e dello Sport                     |          |          | Georgi Glouchkov      | Indipendente     |                  |

### Esplicative
1. 1 2  Uno dei quale è anche Vice primo ministro.
2. ↑  Collocazioni non ufficiali, vista la loro disomogeneità e la natura provvisoria del governo. Ciò, inoltre, spiega anche le particolari denominazioni date.
3. ↑  I membri di area PP.
4. ↑  I partiti in questa sezione, anche se ufficialmente all'opposizione, supportano spesso il governo, tramite un appoggio concordato, nelle votazioni chiave per il buon andamento del programma politico comune.
5. ↑  I partiti in questa sezione sono etichettati in modo tale poiché non hanno indicato la loro posizione nei confronti del governo.
6. ↑  I membri di area DB.

### Bibliografiche
1. 1 2 3 4 5 6  Affiliato a GERB-SDS.
2. ↑  I membri di area PP.
3. ↑   Bulgaria, giura il governo transitorio guidato da Glavcev, ANSA, 27 agosto 2024.
4. ↑   Federico Baccini, E sono sette. Falliscono ancora i negoziati di governo, la Bulgaria nel baratro delle elezioni anticipate, eunews, 6 agosto 2024.
5. 1 2   In Bulgaria il 27 ottobre nuove elezioni anticipate, ANSA, 26 agosto 2024.
6. ↑   Andrea Walton, La Bulgaria vive una paralisi politica permanente, Linkiesta, 19 giugno 2024.
7. ↑   Bulgaria: il parlamento boccia il governo di minoranza di centrodestra, euronews, 3 luglio 2024.
8. ↑   Krassen Nikolov, Paolo Cantore (traduttore), Bulgaria: fallisce il tentativo di Borissov di formare un governo, Euractiv, 4 luglio 2024.
9. ↑   Bulgaria: presidente Radev conferisce a candidato Gerb mandato per la formazione nuovo governo, euronews, 1º luglio 2024.
10. ↑   Il PP-DB dovrebbe ottenere il secondo mandato per formare un governo in Bulgaria, Sloboden Pečat, 11 luglio 2024.
11. ↑   In Bulgaria terzo mandato per il nuovo governo, ANSA, 29 luglio 2024.
12. ↑  (EN) Testo della Costituzione, su parliament.bg. URL consultato il 13 dicembre 2017 (archiviato dall'url originale il 10 dicembre 2010).
13. ↑  (EN) DIANA DUKOVSKA, President Radev Says October 20 Best Date for Snap Elections, su bta.bg, Bulgarian News Agency, 9 agosto 2024.
14. ↑   Il presidente bulgaro designa il capo del governo transitorio, su ansabrasil.com.br, ANSA, 9 agosto 2024.
15. ↑   Bulgaria: il presidente Radev boccia il governo provvisorio e avvia la crisi politica, su it.euronews.com, euronews, 19 agosto 2024.
16. ↑   Radev ha concesso a Glavchev tempo fino a lunedì per formare un nuovo governo temporaneo della Bulgaria, su slobodenpecat.mk, Sloboden Pečat, 22 agosto 2024.
17. ↑   Bulgaria, giura il governo transitorio guidato da Glavcev, su ansa.it, ANSA, 27 agosto 2024.
18. ↑   In Bulgaria si voterà per la settima volta in tre anni, su ilpost.it, Il Post, 26 agosto 2024.
19. 1 2 3  Di area BSPzP.
20. ↑  Di area PP.